# Oenoptila interrupta
Oenoptila interrupta là một loài bướm đêm trong họ Geometridae.